# Lindera
Genre

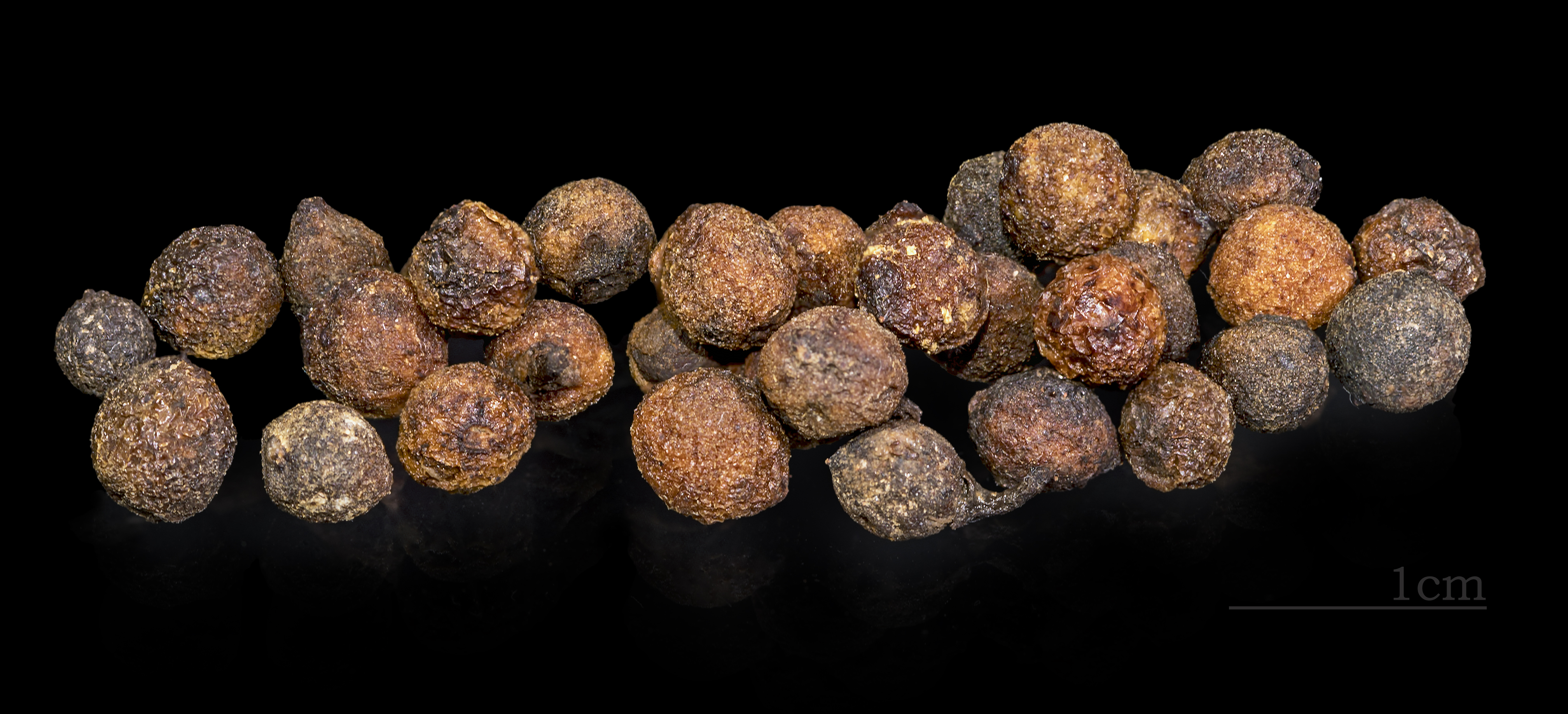
Fruits séchés de Lindera neesiana utilisé comme épice
(coll. MHNT).

Lindera est un genre de plantes à fleurs de la famille des lauracées représenté par environ 150 espèces d'arbustes ou petits arbres. Ils sont originaires pour la plupart de l'Asie orientale mais trois espèces sont originaires d'Amérique du Nord.
Ce genre a été dédié au physicien suédois John Linder (1676-1723).

## Description
Les feuilles peuvent être caduques ou persistantes selon les espèces, alternes, possèdent un ou trois lobes et dégagent de fortes odeurs aromatiques. Les fleurs sont petites, unisexuées, jaunâtres, avec généralement six tépales. Les fleurs mâles portent 9 étamines fertiles (parfois 12). Le fruit est une petite drupe rouge, violette ou noire à maturité contenant une seule graine. 
Lindera sert de nourriture à certaines espèces de lépidoptères comme la Boarmie crépusculaire.

## Liste des espèces
Le genre en compte environ 150.
| - Lindera acuminata Fern.-Vill - Lindera aestivalis Blume : voir Lindera benzoin - Lindera aggregata (Sims) Kosterm. - Lindera akoensis Hayata - Lindera alongensis Lecomte - Lindera angustifolia W.C.Cheng - Lindera annamensis H.Liu - Lindera apoensis Elmer - Lindera aromatica Brandis - Lindera assamica (Meisn.) Kurz - Lindera balansae Lecomte - Lindera benzoin (L.) Blume - Lindera bibracteata Boerl. - Lindera bifaria (Nees) Hosseus - Lindera bodinieri H.Lév. : voir Lindera communis - Lindera botanica Meisn. - Lindera caesia Reinw. ex Fern.-Vill - Lindera camphorata H.Lév. - Lindera caudata (Nees) Hook.f. - Lindera caudifolia Ridl. - Lindera cavaleriei H.Lév. : voir Nothaphoebe cavaleriei (H.Lév.) Yang - Lindera cercidifolia Hemsl. : voir Lindera obtusiloba - Lindera chengii H.P.Tsui - Lindera chienii W.C.Cheng - Lindera chunii Merr. - Lindera cinnamomea Ridl. - Lindera citrata Koidz. - Lindera citriodora (Siebold & Zucc.) Hemsl. : voir Litsea cubeba - Lindera communis Hemsl. - Lindera concinna Ridl. - Lindera cuspidata Boerl. - Lindera delicata Kosterm. - Lindera densiflora Boerl. - Lindera dictyophylla C.K.Allen - Lindera dielsii H.Lév. - Lindera doniana C.K.Allen - Lindera duclouxii Lecomte - Lindera eberhardtii Lecomte - Lindera erythrocarpa Makino - Lindera esquirolii H.Lév. - Lindera flavinervia C.K.Allen - Lindera floribunda (C.K.Allen) H.P.Tsui - Lindera formosana Hayata - Lindera foveolata H.W.Li - Lindera fragrans Oliv. - Lindera fructicosa Hemsl. - Lindera funiushanensis C.S.Zhu - Lindera gambleana C.K.Allen - Lindera gemmiflora (Blume) Boerl. - Lindera glauca (Siebold & Zucc.) Blume - Lindera gracilipes H.W.Li - Lindera gracilis H.P.Tsui - Lindera grandifolia Stapf - Lindera grandis Boerl. - Lindera griffithii Meisn. - Lindera guangxiensis H.P.Tsui - Lindera hamiltonii Kosterm. - Lindera hemsleyana (Diels) C.K.Allen - Lindera henanensis H.P.Tsui - Lindera heterophylla Meisn. - Lindera hookeri Meisn. - Lindera hypoglauca Maxim. - Lindera insignis Boerl. - Lindera kariensis W.W.Sm. - Lindera kinabaluensis Kosterm. - Lindera kwangtungensis (H.Liu) C.K.Allen - Lindera lanceolata Boerl. - Lindera lancifolia Trimen - Lindera latifolia Hook.f. - Lindera laureola Collett & Hemsl. - Lindera limprichtii H.J.P.Winkl. - Lindera longipedunculata C.K.Allen - Lindera loureiri Blume - Lindera lucida Boerl. - Lindera lungshengensis S.Lee - Lindera macrophylla Boerl. - Lindera malaccensis Hook.f. - Lindera megaphylla Hemsl. | - Lindera meisneri Hook.f. - Lindera melastomacea Fern.-Vill - Lindera melissifolia (Walter) Blume - Lindera membranacea Maxim. - Lindera menghaiensis H.W.Li - Lindera metcalfiana C.K.Allen - Lindera mollis Oliv. - Lindera montana Ridl. - Lindera montanoides Kosterm. - Lindera motuoensis H.P.Tsui - Lindera myrrha (Lour.) Merr. - Lindera nacusua (D.Don) Merr. - Lindera neesiana Kurz - Lindera nervosa Kurz - Lindera novoguineensis Kosterm. - Lindera obovata Franch. - Lindera obtusa Franch. & Sav. - Lindera obtusiloba Blume - Lindera officinalis Nakai - Lindera oldhamii Hemsl. - Lindera paxiana .H.J.P.Winkl. - Lindera pedicellata Kosterm. - Lindera pedunculata Diels - Lindera pentantha Koord. & Valeton - Lindera pilosa Kosterm. - Lindera pipericarpa Boerl. - Lindera playfairii C.K.Allen - Lindera polyantha Boerl. - Lindera pomiensis H.P.Tsui - Lindera populifolia Hemsl. : voir Litsea populifolia - Lindera praecox (Siebold & Zucc.) Blume - Lindera praetermissa Grierson & D.G.Long - Lindera prattii Gamble - Lindera pricei Hayata - Lindera puberula Franch. - Lindera pulcherrima (Nees) Hook.f. - Lindera queenslandica B.Hyland - Lindera racemiflora Kosterm. - Lindera racemosa Lecomte - Lindera randaiensis Hayata : voir Sassafras randaiense - Lindera reflexa Hemsl. - Lindera reticulata (Nees) Benth. & Hook.f. - Lindera reticulosa Kosterm. - Lindera robusta (C.K.Allen) H.P.Tsui - Lindera rosthornii (Diels) - Lindera rubronervia Gamble - Lindera rufa Gamble - Lindera salicifolia Boerl. - Lindera selangorensis Ridl. - Lindera sericea Blume - Lindera setchuenensis Gamble - Lindera sikkimensis Meisn. - Lindera sinensis (Blume) Hemsl. - Lindera spicata Kosterm. - Lindera sterrophylla C.K.Allen - Lindera stewardiana C.K.Allen - Lindera stricta Ridl. - Lindera strychnifolia (Blume) Fern.-Vill : voir Lindera aggregata - Lindera subcaudata Merr. - Lindera subcoriacea Wofford - Lindera subumbelliflora (Blume) Kosterm. - Lindera supracostata Lecomte - Lindera thomsonii C.K.Allen - Lindera thunbergii Makino - Lindera tienchuanensis W.P.Fang & H.S.Kung - Lindera tonkinensis Lecomte - Lindera triloba (Siebold & Zucc.) Blume - Lindera turfosa Kosterm. - Lindera tzumu Hemsl. : voir Sassafras tzumu - Lindera umbellata Thunb. - Lindera urophylla (Rehder) C.K.Allen - Lindera velutina H.Liu - Lindera vernayana C.K.Allen - Lindera villipes H.P.Tsui - Lindera wardii C.K.Allen - Lindera wrayi Gamble - Lindera yunnanensis H.Lév. |